# En Skipperløgn
En Skipperløgn è un cortometraggio muto del 1913 diretto da Eduard Schnedler-Sørensen. Sceneggiato da Christian Schrøder, il film fu prodotto e distribuito dalla Nordisk Film Kompagni.

## Trama
Jack è un vecchio capitano che si perde in racconti vanagloriosi di avventure che non gli sono mai capitate con squali, leoni e balene terrificanti. In realtà, Jack è un uomo normale come tutti gli altri, uno che preferirebbe essere un vigliacco vivo piuttosto che un eroe morto. Uno spaccone innocuo, che i suoi amici hanno deciso di voler guarire da questa inveterata abitudine di spararle grosse. I tre si mettono d'accordo per organizzargli una serie di falsi incidenti che dovranno metterlo alla prova: al mare con gli amici, Jack, mentre nuota, si vede all'improvviso inseguito da uno squalo. Ovviamente, lo squalo è finto, ma Jack non se ne accorge e fugge più velocemente possibile fino a raggiungere in salvo il pontile, dove può finalmente svenire per la paura. Più tardi, si trova a fronteggiare quella che lui pensa sia una tigre feroce, ma che è solo una pelle in cui è avvolto uno dei suoi persecutori che si diverte a spaventarlo a più non posso. Jack scappa terrorizzato, in preda al panico, cercando un nascondiglio sulla sua nave. Quando si è ripreso, gli appaiono davanti i tre compari che, scherzosamente, prendono in giro il vecchio millantatore.

## Produzione
Il film fu prodotto dalla Nordisk Film Kompagni.

## Distribuzione
Distribuito dalla Nordisk Film Kompagni, il film uscì nelle sale danesi presentato in prima al Biograf-Theatret il 2 gennaio 1913 in una versione in tre bobine. La Great Northern Film Company importò la pellicola negli Stati Uniti dove fu distribuito dalla Film Supply Company con il titolo A Skipper's Story il 5 aprile 1913 in una versione ridotta di 200 metri. Nelle proiezioni, veniva programmato infatti con il sistema dello split reel, accorpato in un'unica bobina con un altro cortometraggio, un documentario della Nordisk dal titolo inglese Under Southern Skies.